# Merchants House Museum
Le Merchant's House Museum est un musée de New York consacré à la vie quotidienne au XIXe siècle. En effet, c'est une ancienne maison de marchands de cette époque, « la seule maison familiale conservée de la ville » selon ses propriétaires, reconvertie en musée, authentique de l'extérieur comme de l'intérieur.
La maison a été construite en 1832 (alors que New York devenait un centre prospère du commerce mondial) près du Washington Square Village, sur l'East Fourth Street.

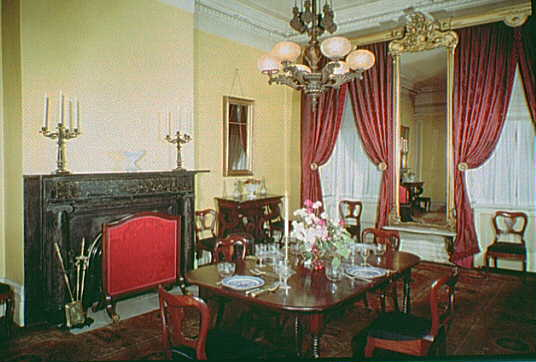
Le living room